# Park Narodowy „Beskidy Skolskie”
Park Narodowy „Beskidy Skolskie” (ukr. Національний природний парк «Сколівські Бескиди») (SBNNP) – park narodowy w Ukraine, o powierzchni 35 684 ha obejmujący północną część Beskidów Skolskich (Bieszczady Wschodnie) i kilka enklaw w Beskidach Brzeżnych. Ochronie podlegają m.in. cenne lasy mieszane, roślinność połonin.

## Geografia
Park ma powierzchnię 35 684 ha (wg dekretu z 1999 roku), jest położony w obwodzie lwowskim na terenie rejonów: drohobyckiego (1910 ha ), skolskiego (32 230 ha) i turczańskiego (1121 ha), przylega bezpośrednio do terytorium Polski. Park znajduje się ukraińskiej części Karpat, obejmuje północną część Beskidów Skolskich (Bieszczady Wschodnie) oraz kilka enklaw w Beskidach Brzeżnych. Park sąsiaduje bezpośrednio z Parkiem Narodowym „Bojkowszczyzna”, który utworzono w 2019 roku.
Park obejmuje dorzecza rzek Stryj i jej prawy dopływ, Opór.
Beskidy Skolskie są zbudowane z fliszu, budują je: płaszczowina skibowa i krośnieńska; tworzą je monoklinalne grzbiety z asymetrycznymi stokami. Północno-wschodnie stoki są skaliste i strome, zaś stoki południowo-zachodnie opadają zgodnie z upadem warstw skalnych i są łagodne. Park jest położony na wysokości od 500 do 1268 m n.p.m. Najwyższym wzniesieniem w obrębie parku jest góra Paraszka (1268 m n.p.m.), prowadzi na nią szlak turystyczny.
Najwyższe szczyty na terenie parku:
- Paraszka (1268 m n.p.m.)[13]
- Tymków Wierch[14] (1227 n.p.m.)[13]
- Zelena (1217 m n.p.m.)[13]
- Perekop (1212 m n.p.m.)[10]
- Magura Korczanka (1178 m n.p.m.)[10]
- Obrosły Wierch (1177 n.p.m.)[12]

## Historia
Dyskusja nad ochroną Bieszczadów Wschodnich w obwodzie lwowskim toczyła się od lat 70. XX wieku. W 1983 roku na terenie dzisiejszego parku utworzono rezerwat leśny Skole. Koncepcja parku „Beskidy Skolskie” o powierzchni 116 000 ha została opracowana w Państwowym Zarządzie Bezpieczeństwa Ekologicznego przez Jaroslawa Dubynę i Sergija Petrowa. Dekret prezydenta nr 79/94 z 10 marca 1994 rezerwował powierzchnię 116 000 ha pod utworzenie parku narodowego w ukraińskich Beskidach, na taką powierzchnię jednak nie zgodził się zarząd Lasów Państwowych. Park został założony 11 lutego 1999 roku, powstał poprzez scalenie kilku wcześniej utworzonych rezerwatów przyrody. Jego głównym celem zgodnie z ukraińskim prawem jest ochrona cennych ekosystemów (5713 ha parku podlega ścisłej ochronie). Park podlega Państwowej Agencji Zasobów Leśnych Ukrainy. Park stanowi w całości własność Skarbu Państwa, Dyrekcja Parku sprawuje zarząd nad 24 702 ha, pozostałe 10 982 ha jest zarządzane przez wojskowe Nadleśnictwo Skole. Siedziba parku znajduje się w Skole przy ulicy Kniazia Swiatosława 3. Park zatrudnia 192 osoby, 6 z nich pracuje w jednostce naukowej, a 93 w służbie bezpieczeństwa.
W 1965 roku podjęto próbę reintrodukcji żubra europejskiego w Beskidach Skolskich, ale bez powodzenia; kolejna próba odbyła się w latach 2009–2011 w leśnictwie majdan i zakończyła się zwiększeniem populacji w stosunku do wyjściowej liczby żubrów.

## Przyroda

### Fauna
Na terenie parku występuje 50 gatunków ssaków, m.in. żubr europejski, niedźwiedź brunatny, ryś, nocek Bechsteina, podkowiec mały; 154 gatunki ptaków, m.in. cietrzew zwyczajny, głuszec zwyczajny, 6 gatunków gadów, 9 gatunków płazów. Ogółem 11 gatunków jest wpisanych do europejskiej czerwonej księga gatunków zagrożonych, a 30 – do Czerwonej Księgi Ukrainy.

### Flora
Park obejmuje głównie tereny leśne, tereny nieleśne stanową jedynie 3% powierzchni, w tym 650 ha połonin. Główne typy lasów w parku to: bory jodłowe, świerkowe, bukowo-jodłowe i świerkowo-jodłowo-bukowe z domieszkami jawora i olszami szarymi; występuje także las brzozowy. 37 ha lasu uznano za ekosystemy o charakterze pralasów. Występują także ekosystemy wodne (np. Jezioro Żurawłyne z torfowiskiem), w tym bagienne. W parku występują 632 gatunki roślin, z czego 50 gatunków wpisano do Czerwonej Księgi Ukrainy, są to m.in. buławnik mieczolistny, tajęża jednostronna, lulecznica kraińska.
Do atrakcji przyrody nieożywionej należą m.in.: skałki pod Jamielnicą, kompleks skał w Uryczu – zamek w Tustaniu, wodospad Hurkało, wodospad w Kamionce.

## Turystyka
Park jest chętnie odwiedzany przez turystów m.in. z uwagi na piękne krajobrazy dolin Wełyki i Kamianki, formacje skalne, czy cenną architekturę drewnianą w pobliżu parku (np. cerkiew Świętego Męczennika Pantelejmona w Skole z XVI wieku). W parku są dwa punkty, gdzie jest pobierana symboliczna opłata: przy drodze z Dębiny do Kamionki oraz w Uryczu przy wejściu do zamku w Tustaniu. Główne ośrodki turystyczne to: Skole (poza granicami parku), Sławsko i Schodnica. W rejonie Schodnicy występuje ponad 30 źródeł mineralnych, m.in. źródło „Naftusia”. Dla odwiedzających przygotowano 140 km około szlaków turystycznych, 6 krótszych i 2 dłuższe trasy edukacji ekologicznej, jeden szlak rowerowy, trzy drogi samochodowe, obiekty do uprawiania turystyki zimowej oraz 4 centra edukacji ekologicznej.

## Galeria

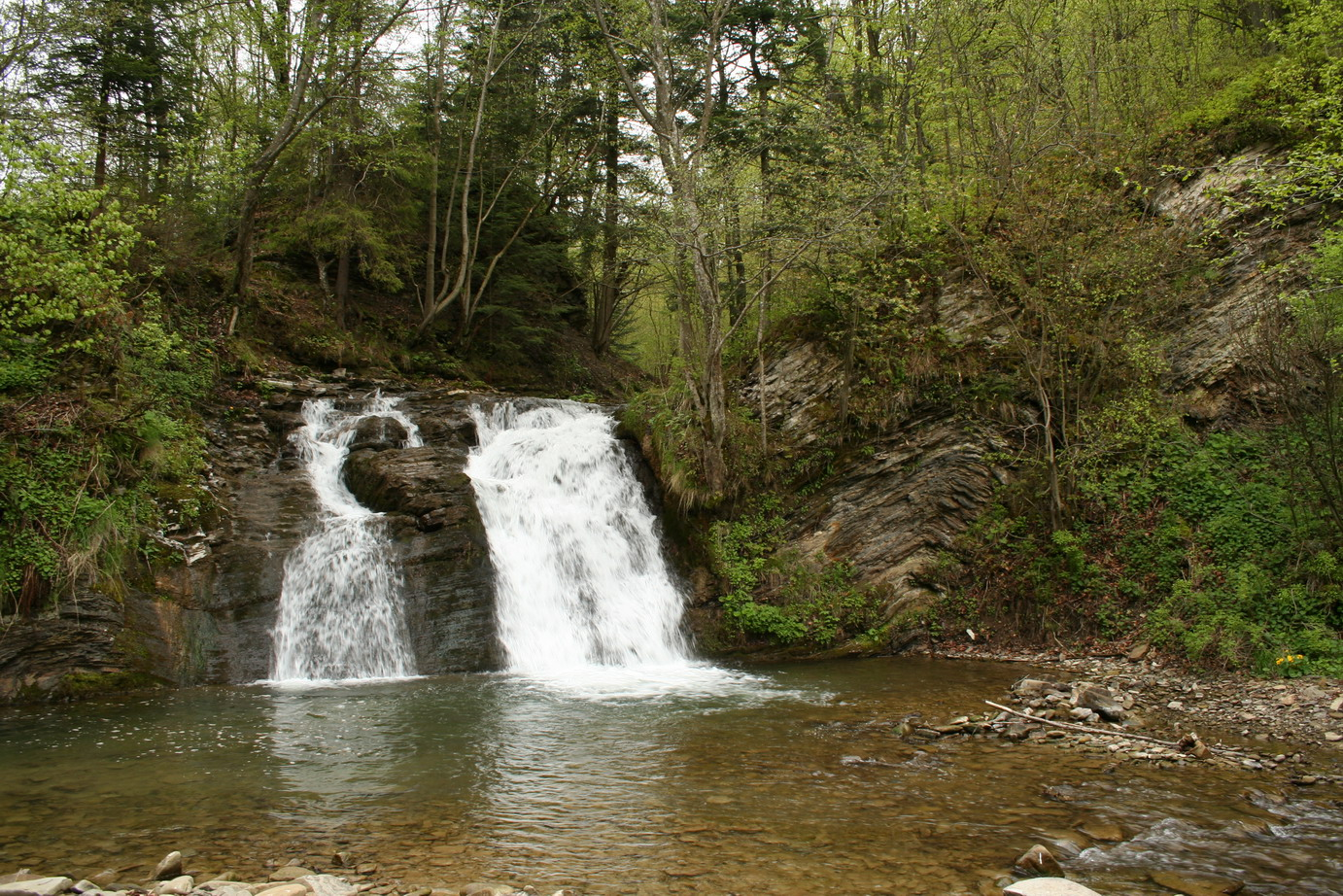
Wodospad Hurkało
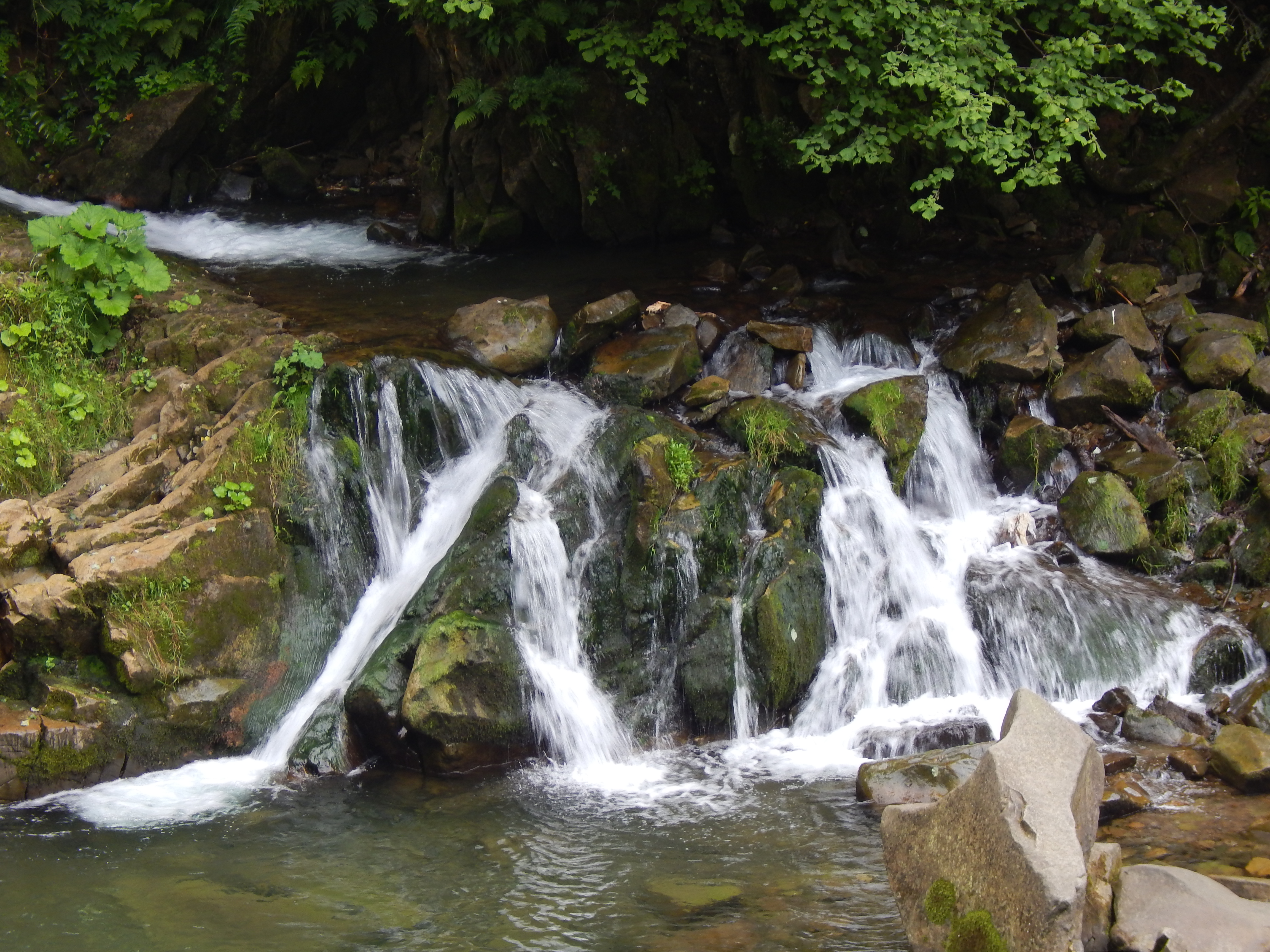
Wodospad Kamianki(inne języki)
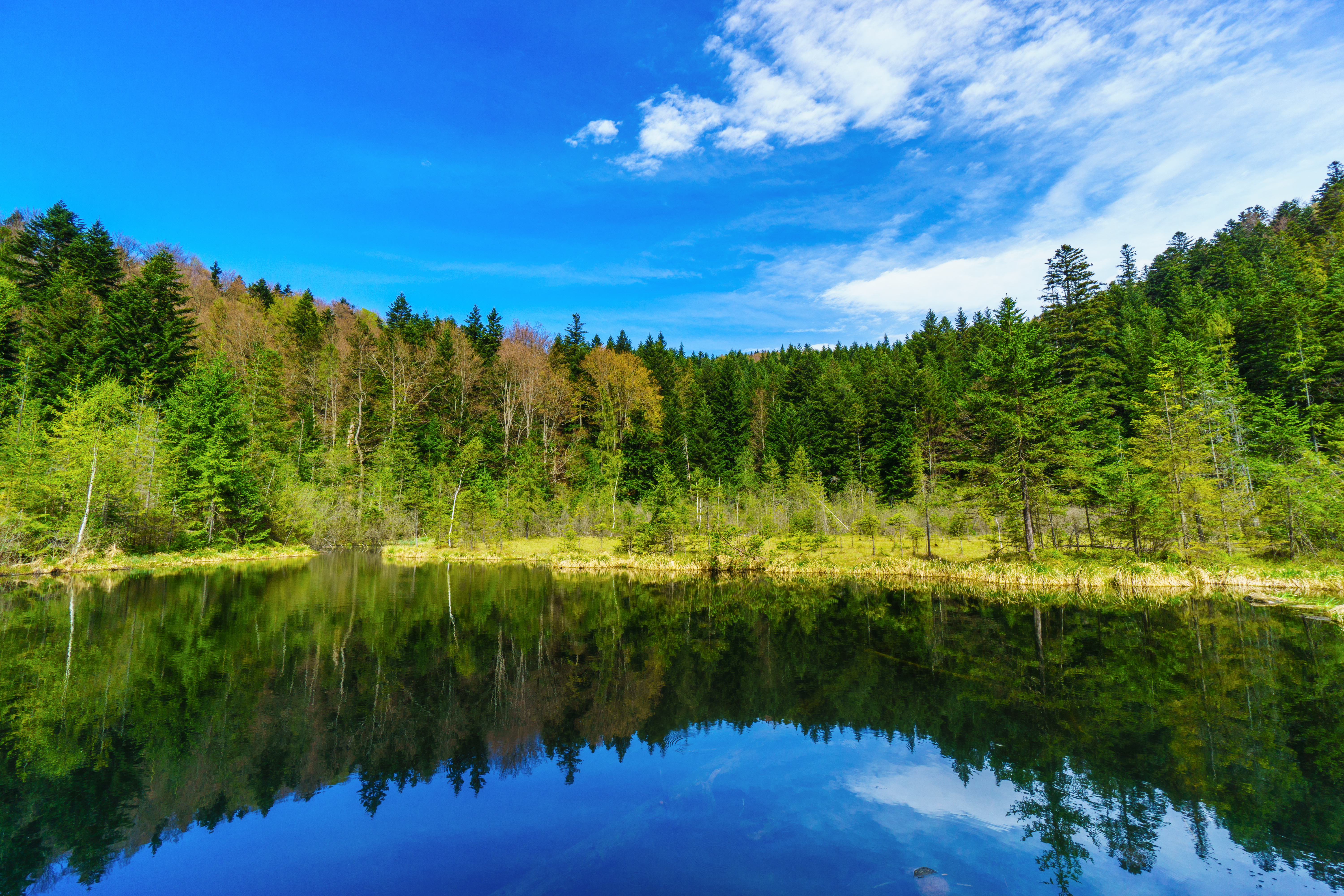
Jezioro Żurawłyne(inne języki)
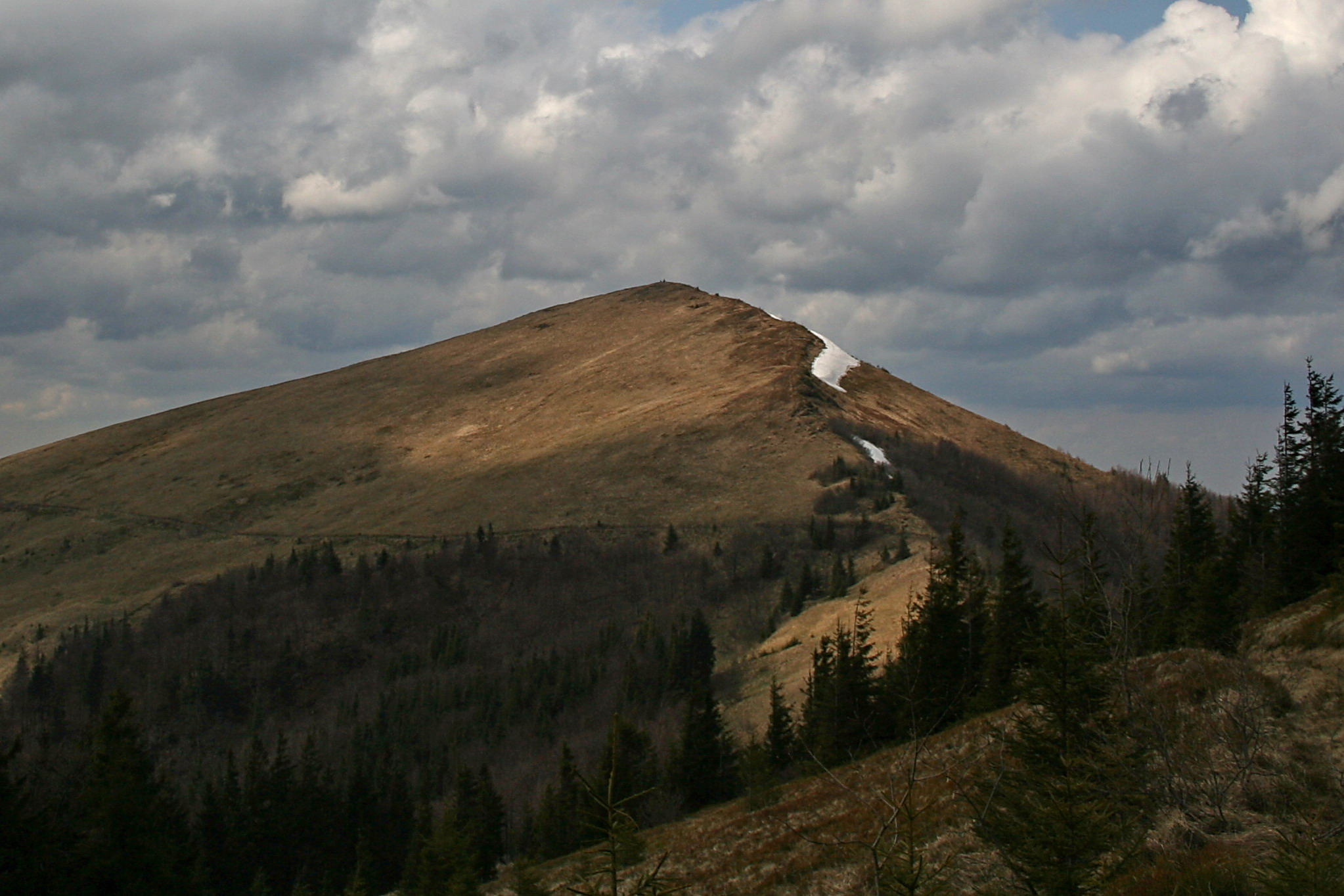
Paraszka
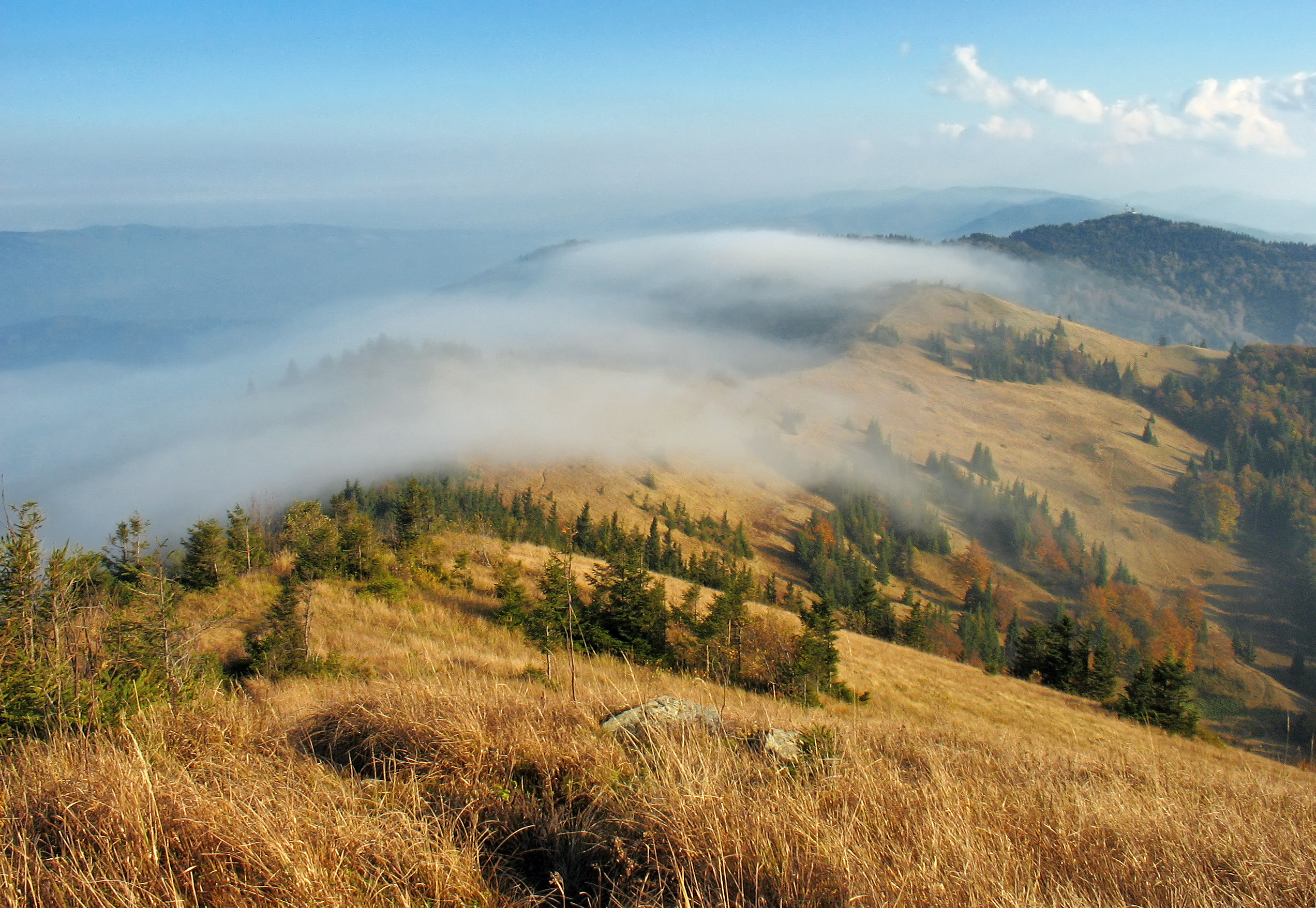
Pasmo Paraszki
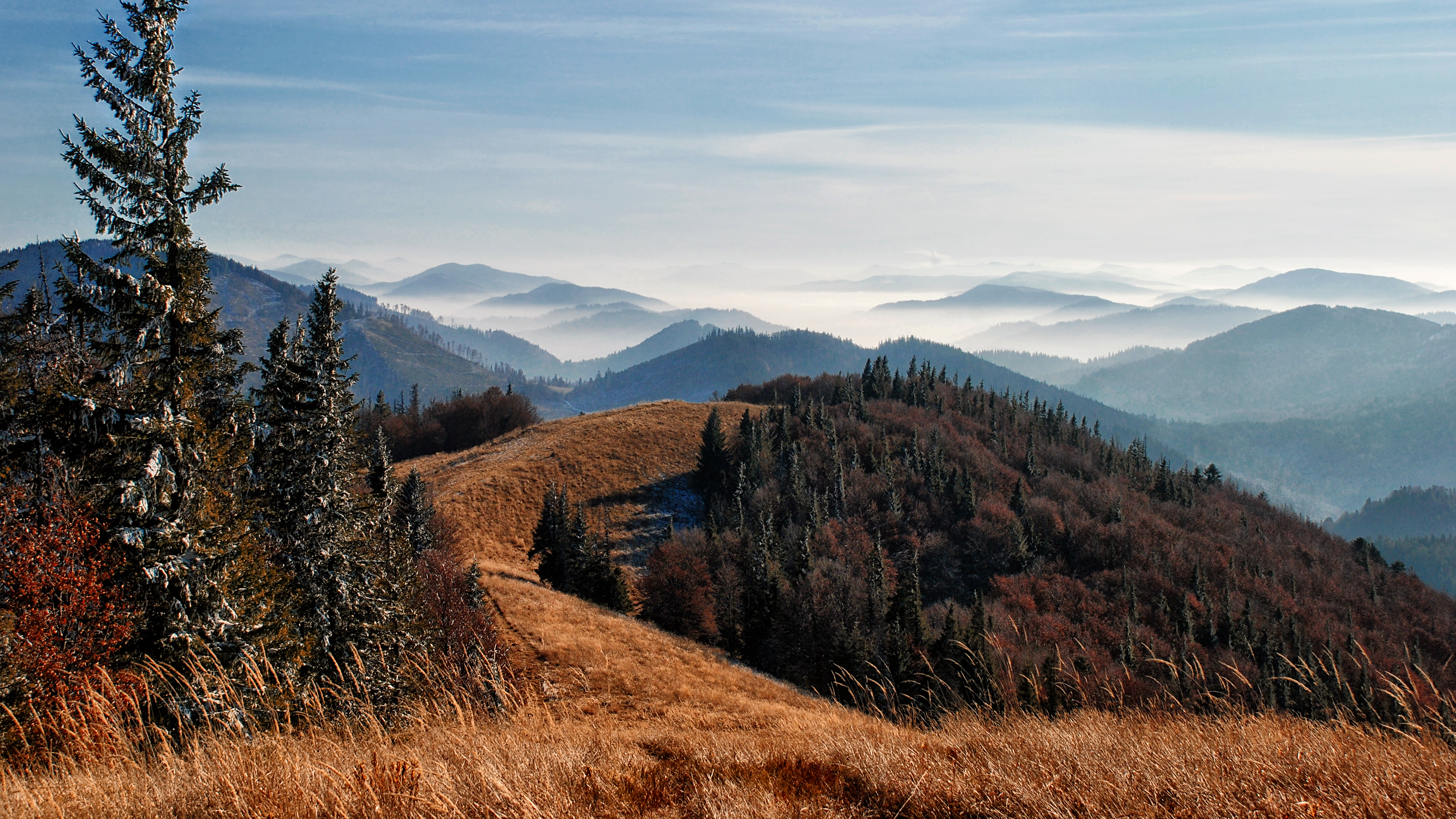
Połoniny jesienią
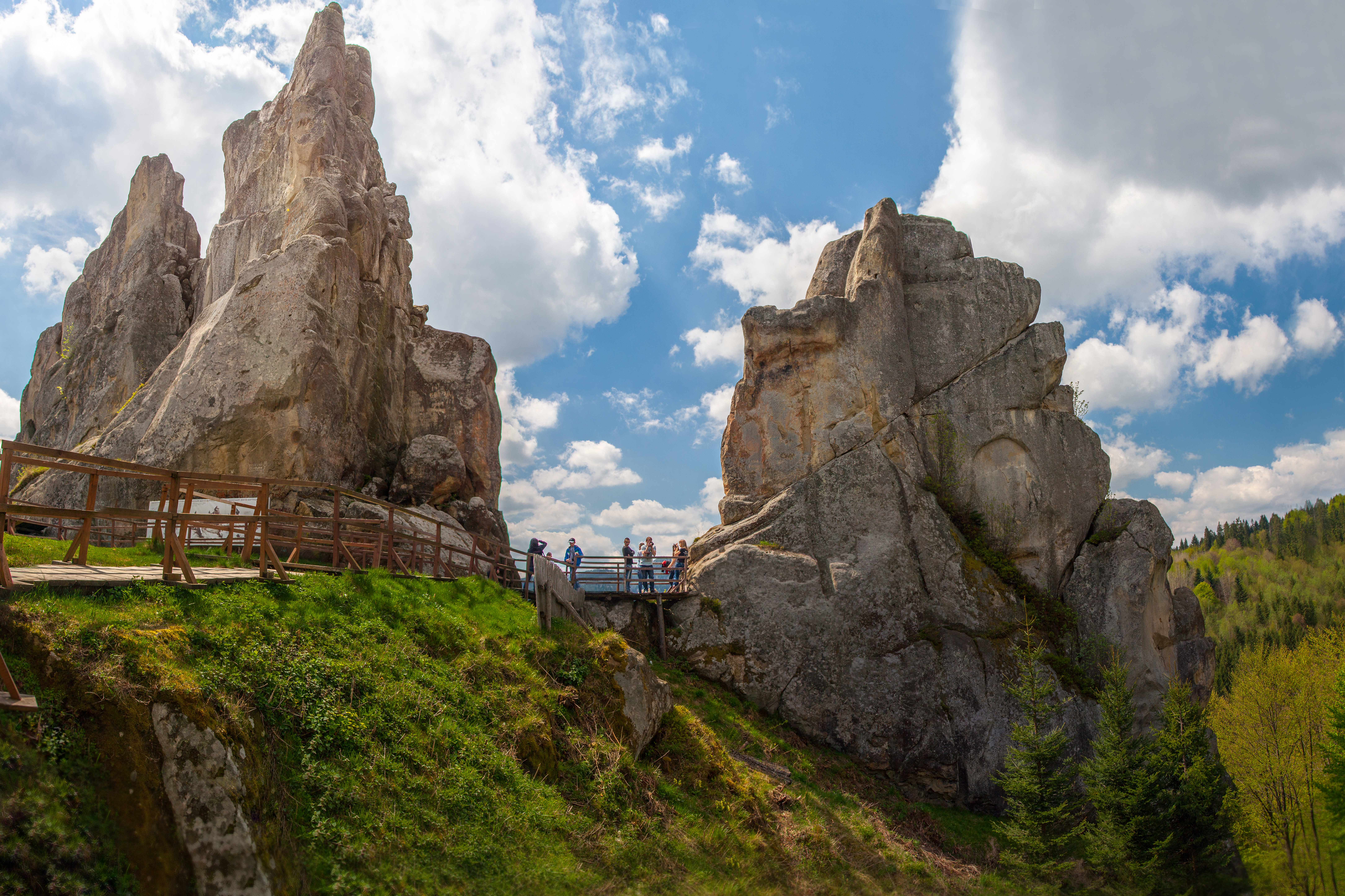
Zamek w Tustaniu
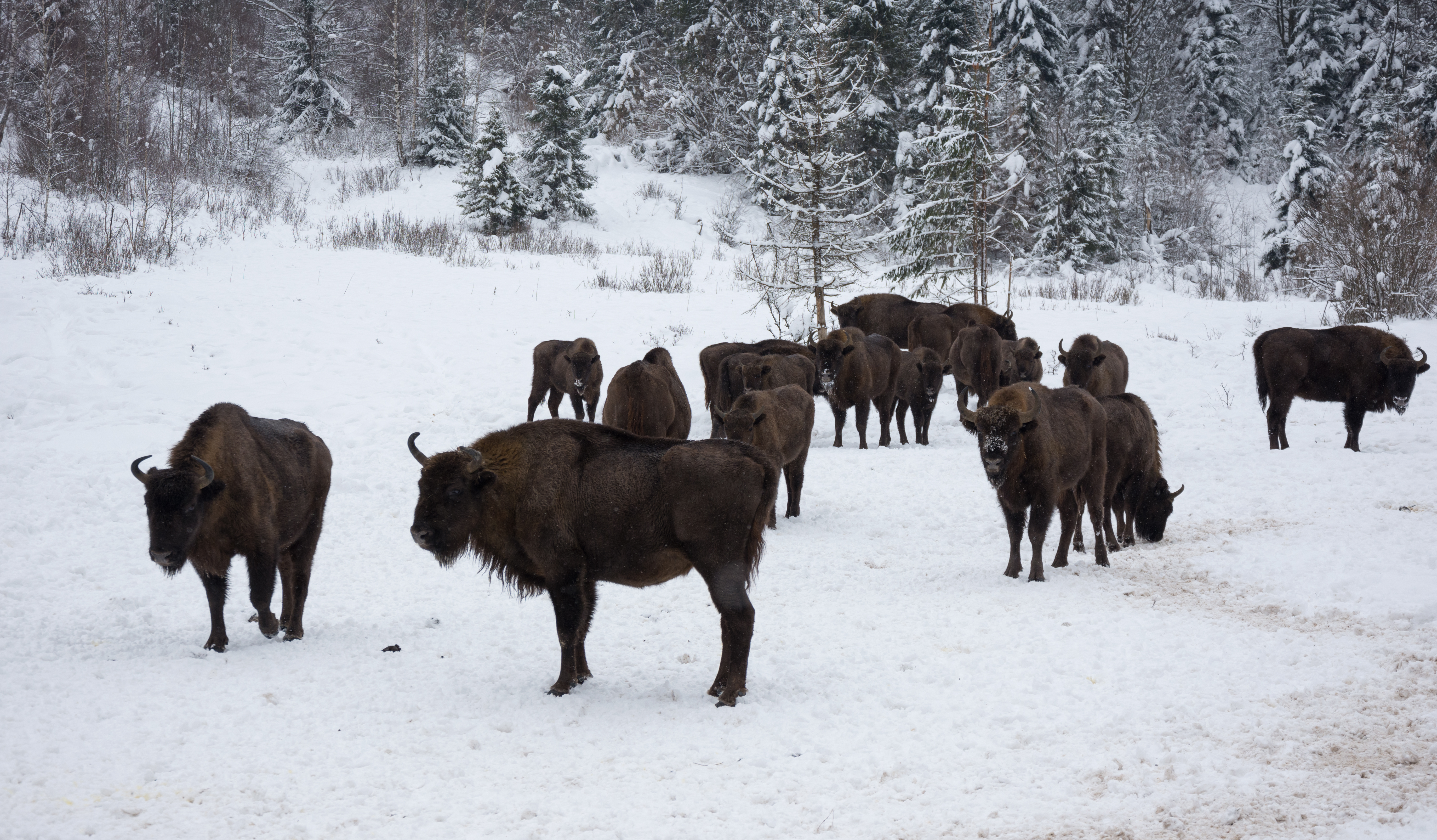
Stado żubrów w Marmanstalu